# Borsippa Sulcus
Il Borsippa Sulcus è una struttura geologica della superficie di Ganimede.